# Heliea
L'Heliea (en grec antic: Ήλιαία, en grec: Ηλιαία) era el tribunal suprem de l'antiga Atenes. Es pensa que el nom del tribunal prové del verb Ήλιάζεσθαι, del grec antic, que significa συναθροίζεσθαι, ço és, 'congregar-se'. Una altra versió és que el tribunal rebia aquest nom perquè les audiències es duien a terme a l'exterior, sota el sol, per evitar la contaminació en què poguessin incórrer els jutges per estar sota el mateix sostre que un assassí. L'Heliea també s'anomenava gran ekklesia. Al començament aquest nom era el del lloc on es realitzaven les audiències, però després aquesta denominació va estendre's fins a incloure també el tribunal.
Els jutges s'anomenaven heliastes (Ήλιασταί) o dikastes (δικασταί). Els processos s'anomenaven Ήλιάζεσθαι.
L'Heliea era un tribunal popular compost per 6.000 ciutadans, majors de 30 anys i repartits en deu classes de 500 ciutadans (1.000 en quedaven de reserva), sortejats anualment per ser heliastes. L'acusació era sempre una iniciativa personal d'un ciutadà. En cas de condemna, rebien una part de la multa, com a indemnització i recompensa per llurs esforços per la justícia, per això alguns ciutadans feien de la delació un ofici. Tot i els mecanismes que limitaven les desviacions d'aquest sistema, contribuïa a dividir la ciutat i servia d'argument al partit aristocràtic contra el nou règim. Per un complex sistema i segons l'afer, es designava per sorteig (sota control d'un magistrat instructor) un nombre petit o gran d'heliastes per a cada procés. Així doncs, el títol d'exemple, per a un procés privat, 201 jutges es reunien normalment, i 401 excepcionalment. Per als processos públics, eren 501, 1.001 ó 1.501 jutges. La tasca de jutjar era difícil, atès que no hi havia un codi de procediment, ni codi penal, la qual cosa obria una gran llibertat d'interpretació de les lleis, que, d'altra banda, no eren gaires.
Els veredictes eren sense apel·lació i immediatament executables, d'on es comprèn l'important paper polític que els tribunals de l'Heliea prengueren. Hi havia prop de 200 reunions anuals, cadascuna sota la presidència d'un magistrat, normalment l'arcont, que no prenia part en la votació. El tribunal dels Èfetes (51 membres) era el que va recollir les prerrogatives de l'Areòpag, i podia reunir-se en quatre llocs diferents segons els tipus d'afers:

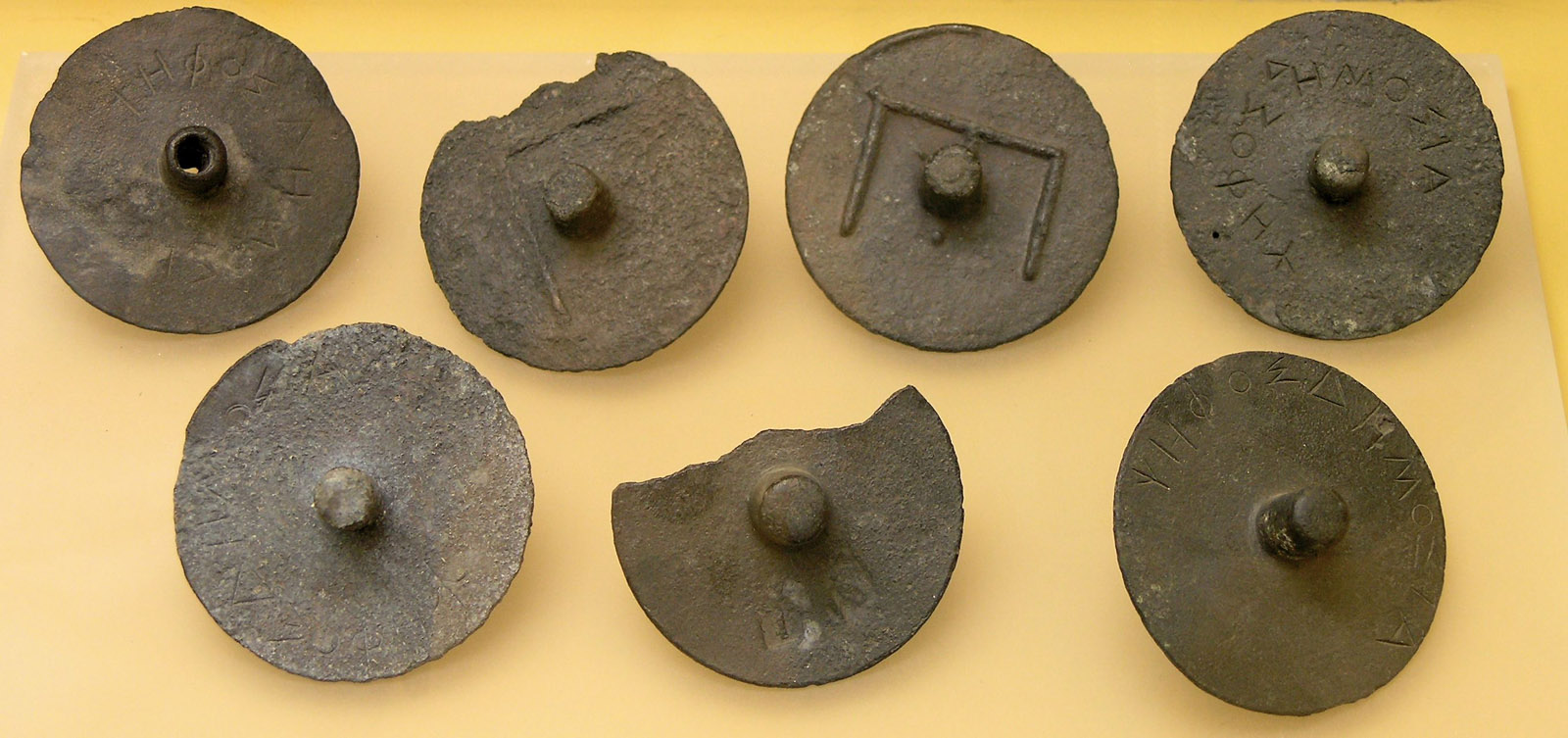
Fitxes de vot emprades pels jurats de l'Heliea al museu de l'àgora d'Atenes.

- Al Pritaneu hi jutjaven tot allò que tenia a veure amb la mort causada per objectes inanimats, que en caure havien provocat una mort.
- Al Pal·làdion (santuari de Pal·las) hi jutjaven les morts involuntàries, els metecs i els esclaus.
- Al Delfínion (el temple d'Apol·lo Dèlfic) hi jutjaven les morts comeses en legítima defensa.
- Al Freatis (en una platja al Pireu) hi jutjaven els exiliats que havien comés una mort durant l'exili. L'acusat se situava sobre una embarcació.[1]